# ХК Тимро
ХК Тимро (швед. Timrå Idrottsklubb) професионални је шведски клуб хокеја на леду из града Тимре. Тренутно се такмичи у HockeyAllsvenskan лиги, другом рангу професионалног клупског такмичења у Шведској. 
Утакмице на домаћем терену клуб игра на леду НХК арене капацитета 6.000 места, саграђене 1966. године (комплетно реновирана и проширена 2003. године). Боје клуба су црвена и бела.

## Историја
Хокејашки клуб Тимро основан је 1938. године спајањем екипа Вифставарв (швед. Wifstavarvs IK, основане 1928) и Естранд (швед. Östrands IF, основан 1931. године). Садашње име клуб је првобитно носио од 1966. до 1990, а потом и од 1995. па до данас. У међувремену екипа је била позната и као Wifsta/Östrands IF, Wifsta/Östrand-Fagerviks IF и Sundsvall/Timrå.
У сезони 1958/59. екипа је по први пут заиграла на вештачком леду, а од сезоне 1965/66. играју у дворани након што је постављен кров изнад ледене плоче. Највећи клупски успех је полуфинале плеј-офа елитне лиге.

## Култни играчи
Четири броја су повучена из употребе на дресовима овог клуба:
- #5  Ленарт Сведберг (О)
- #8  Еје Линдстрем (Н)
- #20  Хенрик Зетерберг (Н)
- #24  Матс Неслунд (Н)